# Arnold Sulger
Arnold Sulger (* 19. Juli 1919; † 18. Dezember 2010) war ein Schweizer Fussballspieler.

## Karriere

### Verein
Sulger gehörte dem Grasshopper Club Zürich von 1940 bis 1945 als defensiver Mittelfeldspieler an. Sein erstes Punktspiel in der Nationalliga bestritt er am 29. September 1940 (3. Spieltag) bei der 0:4-Niederlage im Heimspiel gegen den BSC Young Boys. Während seiner Vereinszugehörigkeit gewann er mit seinem Verein je dreimal die Schweizer Meisterschaft und den Schweizer Cup.

### Nationalmannschaft
Sulger spielte ein einziges Mal für die Schweizer Nationalmannschaft. In dem in Genf am 25. November 1945 in Freundschaft ausgetragenen Länderspiel gegen die Nationalmannschaft Schwedens, das mit 3:0 gewonnen wurde, kam er zum Einsatz.

## Erfolge
- Schweizer Meister 1942, 1943, 1945
- Schweizer Cup-Sieger 1941, 1942, 1943